# Маніфа
Маніфа — одне з найбільших морських родовищ нафти. Розташоване на шельфі Перської затоки у територіальних водах Саудівської Аравії. Запаси 1200 млн т. Сім свердловин. Річний видобуток — до 30 млн т.

## Розробка
Після повторного введення родовища в розробку в 2013 році видача звідси попутного газу та конденсату відбувається по трубопровідній системі Маніфа – Хурсанія.
Центральну установку підготовки родовища доповнили власною ТЕЦ Маніфа.